# Calvin Baker
Calvin Baker (Chicago, 1972) es un novelista estadounidense. 

## Carrera
Estudió en la Universidad de Chicago y se graduó en  Amherst College, donde obtuvo su diploma en el idioma inglés con las mejores calificaciones. Actualmente, Calvin enseña en Universidad de Columbia, y enseñó en Colegio Barnard y la Universidad de Leipzig, Alemania.
Esquire Magazine lo mencionó como uno de los mejores jóvenes escritores en Estados Unidos en 2005. Su tercera novela, Dominion,fue finalista del premio  was a Hurston-Wright Award, así como mejor libro del año en New York Newsday. Actualmente Baker vive en Nueva York.